# لانه (فیلم ۱۹۸۰)
«لانه» (اسپانیایی: El Nido‎) یک فیلم درام اسپانیایی است که در سال ۱۹۸۰ منتشر شد. از بازیگران آن می‌توان به آنا تورنت اشاره کرد.